# André Karnebeek
André Karnebeek (Goor, 1 maart 1971) is een voormalig Nederlands profvoetballer. Hij begon met voetballen bij het Goorse vv Twenthe en stroomde door naar FC Twente waar hij het grootste gedeelte van zijn carrière voor uitkwam. Meestal werd hij opgesteld als linkervleugelverdediger.

## Biografie
Karnebeek begon met voetballen bij amateurvereniging vv Twenthe uit Goor. In 1986 werd hij als jeugdspeler ingelijfd door FC Twente. Na het overlijden van Andy Scharmin werd Karnebeek als diens opvolger bij het eerste gehaald. Op 12 augustus 1989 debuteerde hij in een thuiswedstrijd tegen Roda JC. De op dat moment 18-jarige Karnebeek was vrijwel direct een vaste basisspeler in het team van trainer Theo Vonk. Hij zou dertien achtereenvolgende seizoenen voor Twente uitkomen, waarin hij 366 officiële wedstrijden speelde en zes keer scoorde.
Karnebeek speelde met FC Twente verschillende keren in de UEFA Cup. In seizoen 1997/1998 kwam het team tot de achtste finale, waarin het werd uitgeschakeld door AJ Auxerre. In 2001 werd FC Twente winnaar van de KNVB beker, door PSV in de finale na strafschoppen te verslaan. Karnebeek viel in deze wedstrijd in de verlenging in voor Patrick Pothuizen en was een van de strafschopnemers. De enige penalty die hij in een officiële wedstrijd in zijn carrière nam, was succesvol en verdween achter PSV-keeper Ronald Waterreus in het net.
De bekerfinale was de voorlaatste wedstrijd die Karnebeek voor Twente speelde. Drie dagen later was hij tegen sc Heerenveen voor het laatst te zien in het Twenteshirt. In seizoen 2001/2002 kampte hij aanvankelijk met een achillespeesblessure. Nadat hij daarvan hersteld was, werd hij niet meer opgesteld door trainer John van 't Schip. In maart 2002 vertrok hij naar het Schotse Dunfermline Athletic. Daar speelde hij mede door blessures slechts zeven wedstrijden in ruim één seizoen tijd. Karnebeek kocht zijn contract af en verhuisde in 2003 terug naar Nederland, waar hij een contract tekende bij De Graafschap. Zijn laatste profwedstrijd speelde hij op 17 oktober 2003 in de met 2-0 verloren uitwedstrijd van De Graafschap tegen Telstar. Karnebeek kampte opnieuw veelvuldig met blessures en kon het niet goed vinden met trainer Gert Kruys. Na afloop van het seizoen 2004/2005 besloot hij zijn carrière te beëindigen.
Karnebeek verhuisde naar Beckum en schreef zich weer in bij de amateurclub waar hij in zijn jeugd voor speelde: vv Twenthe. Tevens komt hij af en toe uit voor een gelegenheidsteam van oud-spelers van FC Twente.

## Clubstatistieken
| Seizoen | Club                 | Land      | Competitie              | Duels | Goals |
| ------- | -------------------- | --------- | ----------------------- | ----- | ----- |
| 1989/90 | FC Twente            | Nederland | Eredivisie              | 29    | 0     |
| 1990/91 | FC Twente            | Nederland | Eredivisie              | 34    | 1     |
| 1991/92 | FC Twente            | Nederland | Eredivisie              | 24    | 0     |
| 1992/93 | FC Twente            | Nederland | Eredivisie              | 28    | 0     |
| 1993/94 | FC Twente            | Nederland | Eredivisie              | 29    | 0     |
| 1994/95 | FC Twente            | Nederland | Eredivisie              | 22    | 2     |
| 1995/96 | FC Twente            | Nederland | Eredivisie              | 16    | 1     |
| 1996/97 | FC Twente            | Nederland | Eredivisie              | 28    | 0     |
| 1997/98 | FC Twente            | Nederland | Eredivisie              | 29    | 0     |
| 1998/99 | FC Twente            | Nederland | Eredivisie              | 30    | 0     |
| 1999/00 | FC Twente            | Nederland | Eredivisie              | 30    | 1     |
| 2000/01 | FC Twente            | Nederland | Eredivisie              | 23    | 0     |
| 2001/02 | FC Twente            | Nederland | Eredivisie              | 0     | 0     |
| 2001/02 | Dunfermline Athletic | Schotland | Scottish Premier League | 5     | 0     |
| 2002/03 | Dunfermline Athletic | Schotland | Scottish Premier League | 2     | 0     |
| 2003/04 | De Graafschap        | Nederland | Eerste divisie          | 3     | 0     |
| 2004/05 | De Graafschap        | Nederland | Eredivisie              | 0     | 0     |
| Totaal  | Totaal               | Totaal    | Totaal                  | 332   | 5     |